# Lublaňský hrad
Lublaňský hrad (slovinsky Ljubljanski grad) je středověký hrad na Hradním kopci v Lublani, hlavním městě Slovinska.

## Historie
Podle archeologických nálezů oblast současného hradu je osídlená nepřetržitě od roku 1200 př. n. l., kdy byla poprvé osídlena a později bylo vybudováno opevnění. Hrad byl poprvé zmíněn v roce 1144 jako sídelní místo vévody Korutanského. V 15. století byl hrad rozšířen hradbami a věžemi u vstupu, kde byl umístěn padací most. V tomto období byla také postavena kaple. V 16. a 17. století byly postupně postaveny další objekty.
Protože nebyl hrad v další době sídlem vladaře ani žádného jiného důležitého šlechtice a protože nebylo opevnění v této oblasti zapotřebí, začal hrad ztrácet na významu. Náklady na údržbu byly tak vysoké, že hrad postupně začal chátrat.

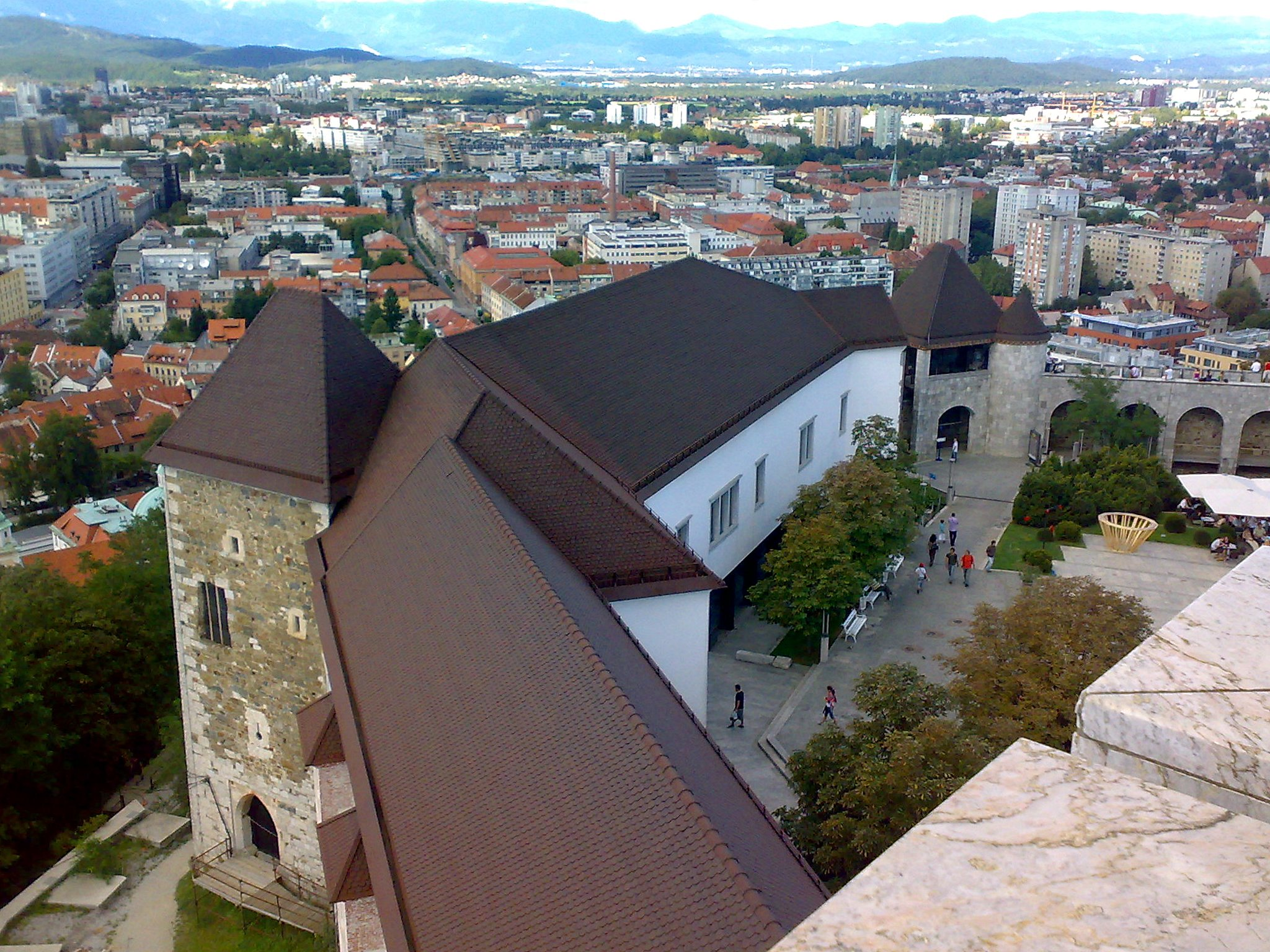
Hrad a město z hradní věže

V 19. století byl hrad přestavěn. Částečně jako vězení a částečně jako vojenská pevnost, což snížilo jeho popularitu mezi obyvatelstvem. V roce 1905 byl hrad odkoupen lublaňskou městskou správou, která ho následně využívala do poloviny šedesátých let 20. století, kdy začaly přípravy na rekonstrukci hradu. Na konci šedesátých let začaly práce na dlouhé a rozsáhlé rekonstrukci. Celá rekonstrukce trvala více než 35 let. V devadesátých letech 20. století se hrad začal využívat jako místo pro pořádání svateb a kulturních akcí.
Lanová dráha na Lublaňský hrad, postavená v roce 2006, byla uvedena do provozu v roce 2007. Na kopci je zároveň umístěn pomník Rolnických povstání v letech 1515 a 1573.

## Promenáda Šance
Pozůstatky opevnění na Hradním kopci byly přestavěny na promenádu nazvanou Šance (slovinsky Šance). Autorem návrhu byl slovinský architekt Jože Plečnik.

## Galerie

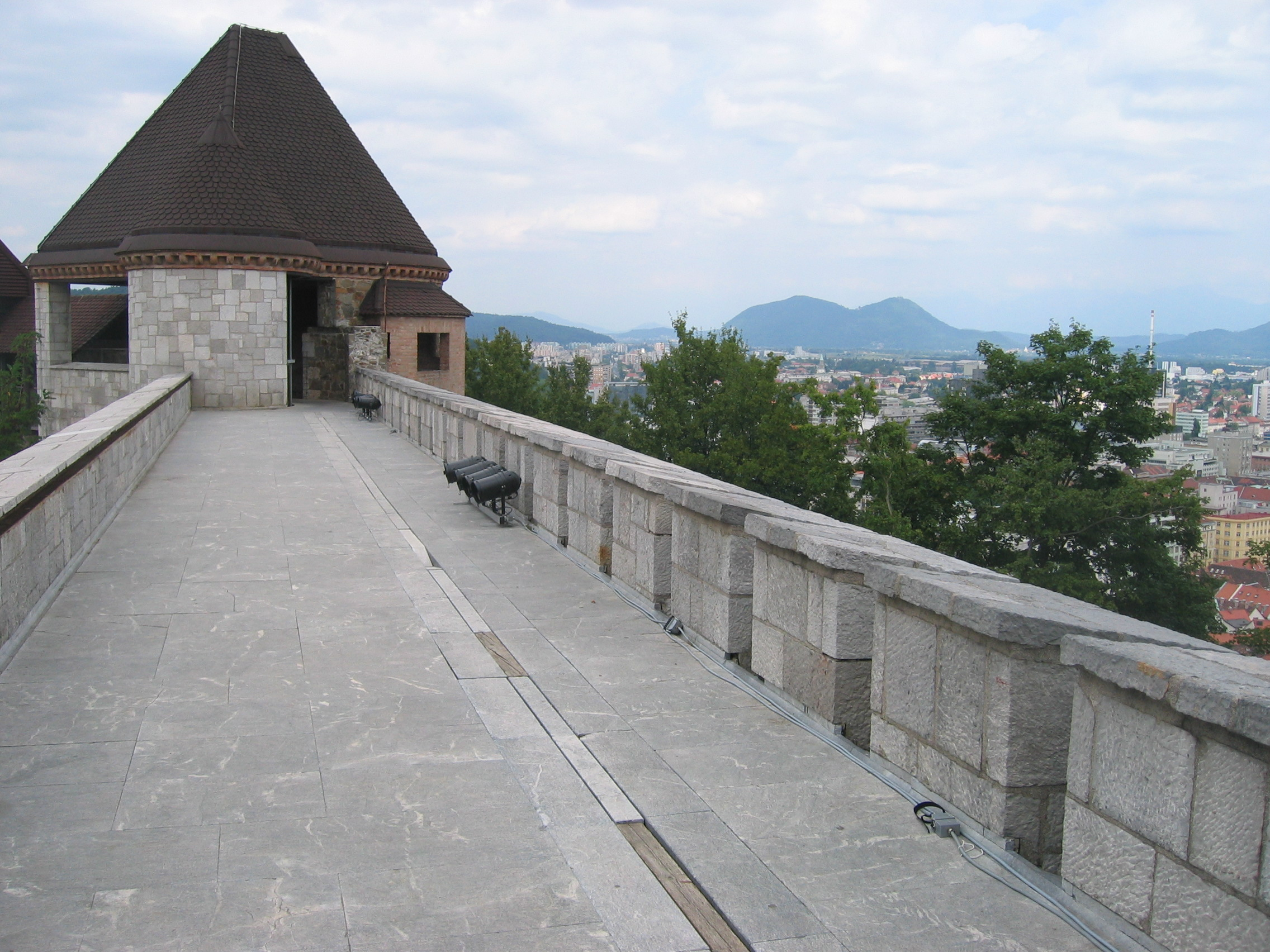
Hradby
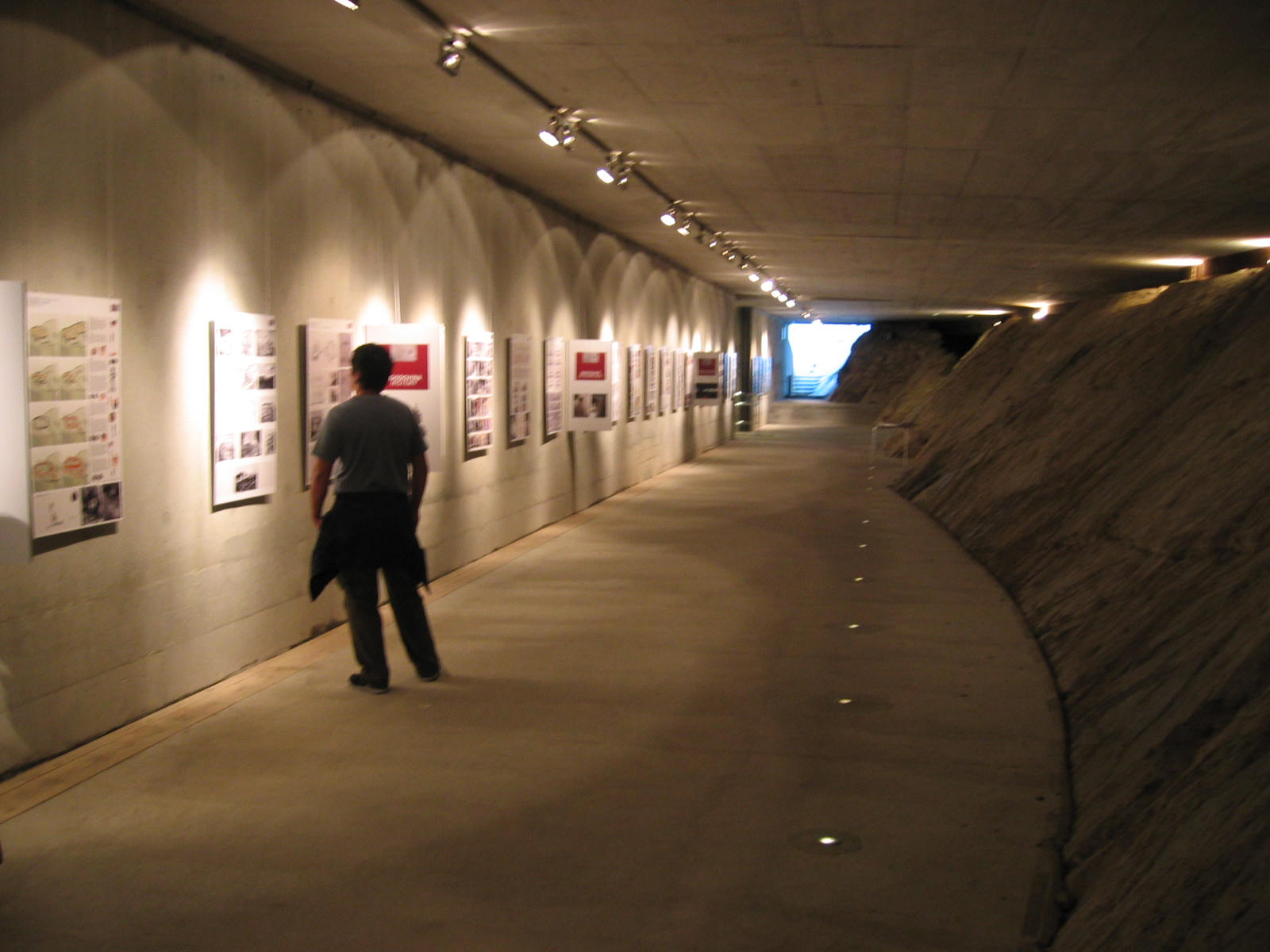
Galerie
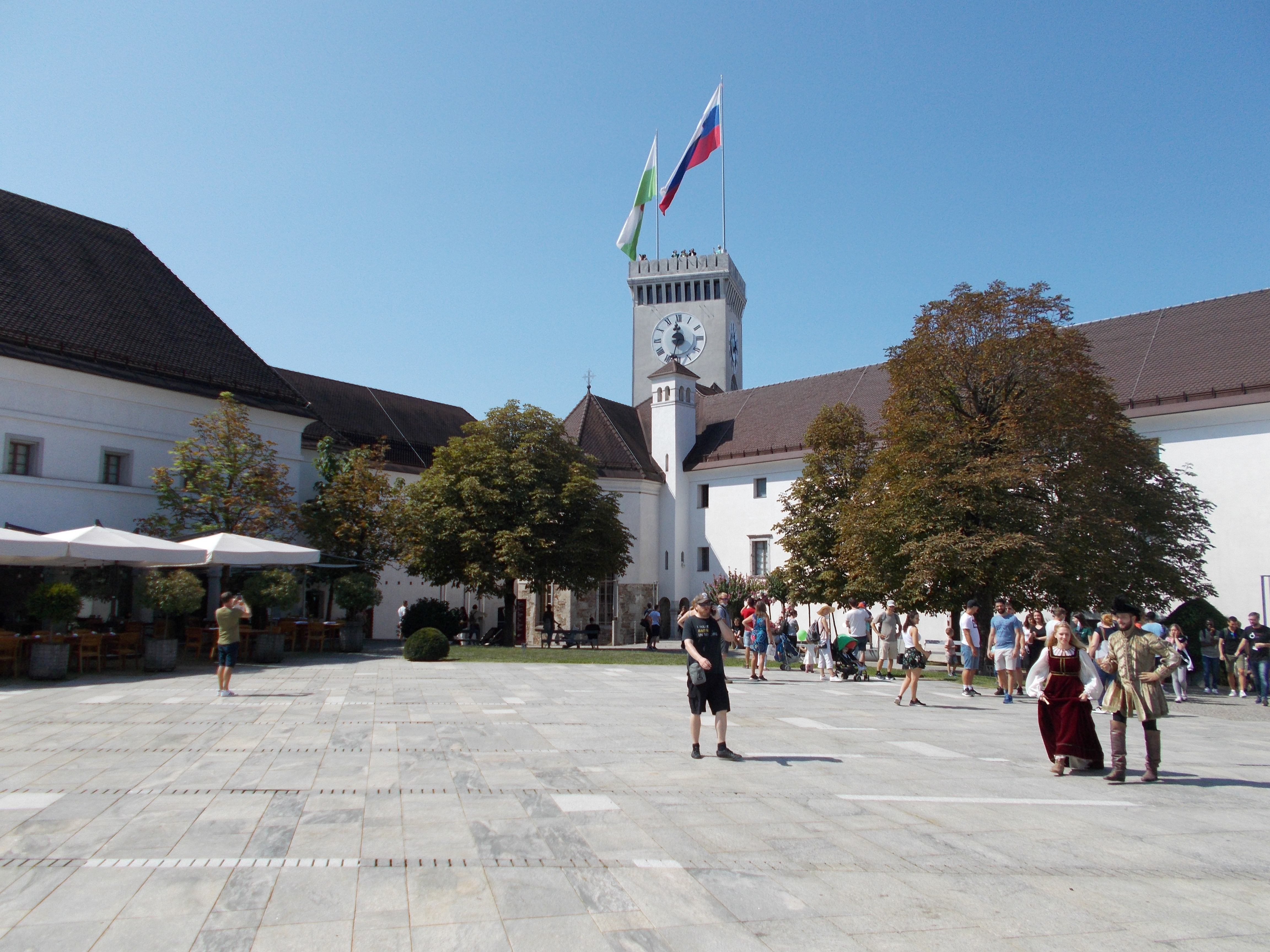
Nádvoří
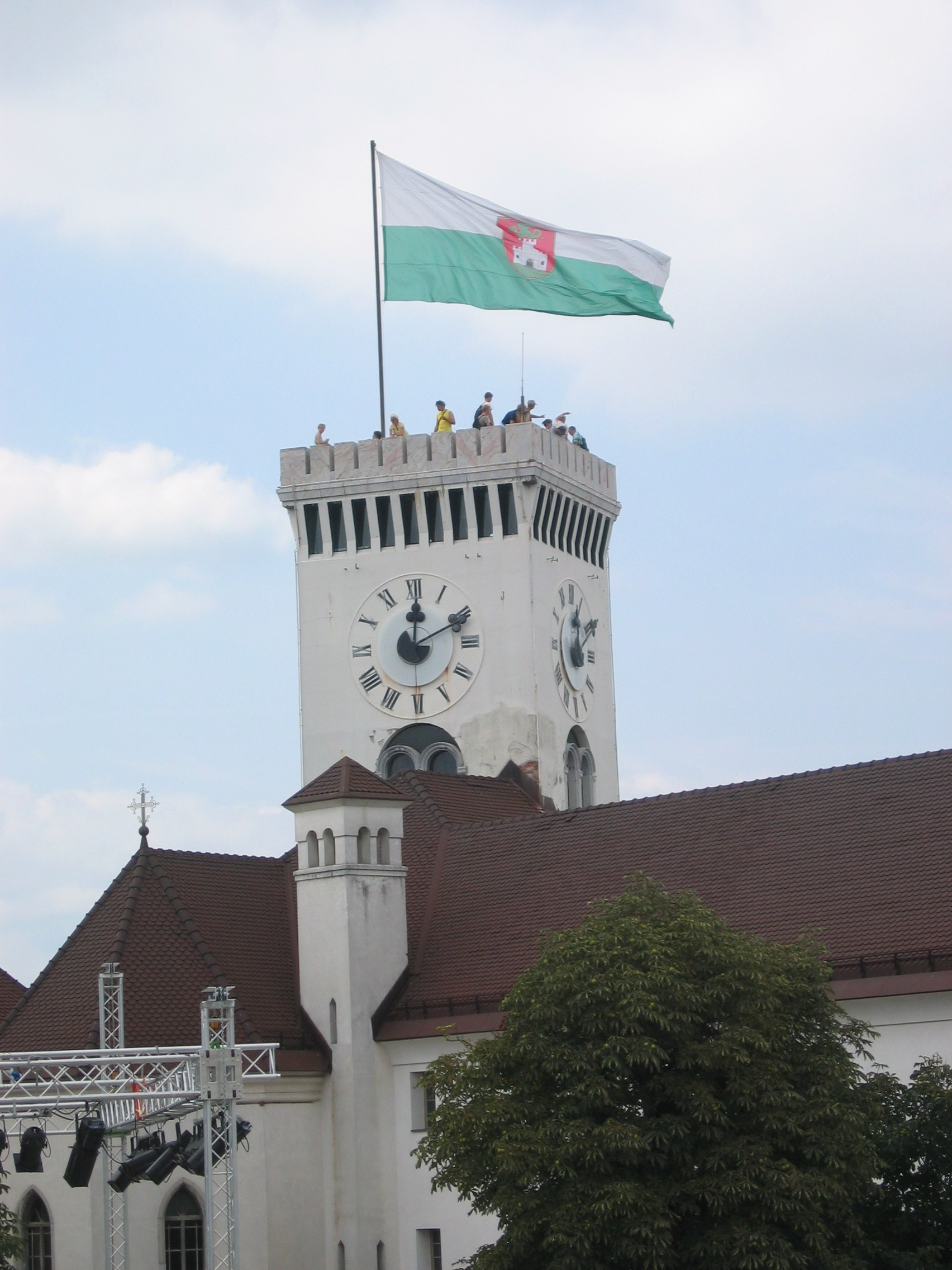
Věž